# Eomastix
Eomastix är ett släkte av tvåvingar som beskrevs av Jaschhof 2009. Eomastix ingår i familjen gallmyggor.
Släktet innehåller bara arten Eomastix incerta.